# Saint-Georges-sur-Baulche
Saint-Georges-sur-Baulche è un comune francese di 3 616 abitanti situato nel dipartimento della Yonne nella regione della Borgogna-Franca Contea.

## Società

### Evoluzione demografica
Abitanti censiti